# 山口県道354号妻崎開作小野田線
山口県道354号妻崎開作小野田線（やまぐちけんどう354ごう つまざきがいさくおのだせん）は、山口県宇部市から山陽小野田市に至る一般県道である。

## 概要
宇部市大字妻崎開作から山陽小野田市新生3丁目に至る。一部区間が山口宇部小野田連絡道路に指定されている。
宇部市西部（厚南地区）と山陽小野田市（旧小野田市）の臨海部を海沿いに結ぶ。JR西日本小野田線とは妻崎駅から南小野田駅の間および本山支線の全区間で併走する。もともとは山口県道218号妻崎開作小野田港線だったが、1983年（昭和58年）に路線が延長されて現路線になった。
宇部湾岸道路（地域高規格道路山口宇部小野田連絡道路）の街路部（一般道路部）の一部である、宇部市藤曲（藤曲ICそば）から宇部市大字妻崎開作の区間と、小野田湾岸道路区間の旧道にあたる、山陽小野田市大字東高泊横土手から山陽小野田市大字西高泊・高須交差点までの区間が本路線の支線（別線）に指定されている。
宇部市大字藤曲 - 同市大字東須恵（東須恵ICそば）間は宇部湾岸道路の街路部として整備された。また、山陽小野田市中川五丁目（中川五丁目交差点） - 同市新生三丁目（大塚交差点）間は小野田湾岸道路本線の一部である。

### 路線データ
- 起点：宇部市大字妻崎開作（国道190号交点）
- 終点：山陽小野田市新生三丁目（長田屋橋交差点、国道190号交点、山口県道71号小野田山陽線起点）

## 歴史
- 1983年（昭和58年） - 山口県道218号妻崎開作小野田港線の路線が延長され、現路線が指定。
- 2007年（平成19年）12月5日 - 宇部市妻崎開作 - 同市東須恵間の路線が開通。旧道（流川交差点 - 東須恵）は山口県道6号山口宇部線に変更された[注釈 1]。
- 2008年（平成20年）6月 - 山陽小野田市新生三丁目（大塚交差点 - 長田屋橋交差点間、620 m）のバイパスが開通。
- 2014年（平成26年）12月20日 - 有帆川大橋・大塚高架橋を含む山陽小野田市中川五丁目（中川五丁目交差点） - 同市新生三丁目（大塚交差点）間が「小野田湾岸道路」として開通[1][2]。これにより未開通区間が解消された。

## 路線状況

### 重複区間
- 山口県道223号小野田港線（山陽小野田市港町 - 山陽小野田市中央1丁目・公園通り交差点）

### 道路施設

#### 橋梁
- 新有帆川大橋（延長478 m、幅員13.1 m、支間長110 m、有帆川、山陽小野田市） - 状態：開通

## 地理

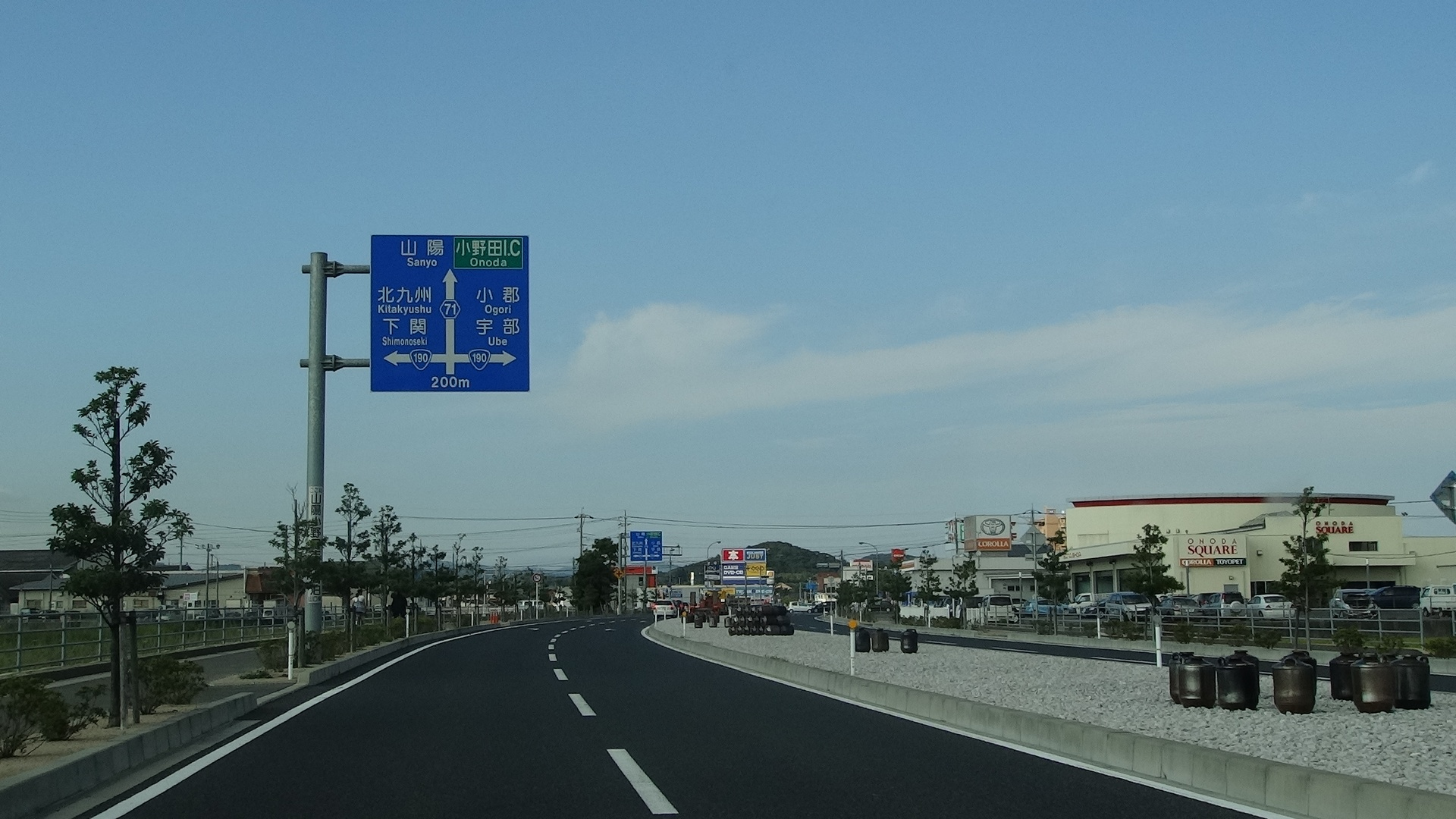
本線の終点付近（山陽小野田市） 直進すると小野田IC・厚狭地区方面に至る

### 通過する自治体
- 山口県
  - 宇部市 - 山陽小野田市

### 交差する道路
| 交差する道路                         | 市町村名     | 交差する場所 | 交差する場所          |
| ------------------------------------ | ------------ | ------------ | --------------------- |
| 国道190号                            | 宇部市       | 大字妻崎開作 | 起点                  |
| 宇部伊佐専用道路                     | 宇部市       | 大字東須恵   |                       |
| 山口県道223号小野田港線 重複区間起点 | 山陽小野田市 | 港町         |                       |
| 山口県道223号小野田港線 重複区間終点 | 山陽小野田市 | 中央1丁目    | 公園通り交差点        |
| 国道190号 山口県道71号小野田山陽線   | 山陽小野田市 | 新生三丁目   | 長田屋橋交差点 / 終点 |

### 交差する鉄道
- 小野田線

### 沿線
- 中川
- チタン工業宇部開発センター
- 梅田川
- JR西日本小野田線
  - 妻崎駅 - 長門長沢駅 - 小野田港駅 - 南小野田駅
- 山陽小野田市立山口東京理科大学
- 西部石油 山口製油所
- 浜河内緑地公園
- JR西日本小野田線（本山支線） 長門本山駅
- きらら交流館
- きららガラス未来館
- きららビーチ焼野
- 竜王山公園
- 山陽小野田市役所 南支所
- 山陽小野田市立中央図書館分館
- 山口県立小野田工業高等学校
- 太平洋セメント 小野田事務所
- おのだサンパーク
- 山陽小野田市スポーツセンター
- 有帆川
- 竜王山